# CSI: Crime Scene Investigation
CSI: Crime Scene Investigation és una sèrie televisiva de ficció estatunidenca transmesa per primera vegada el 6 d'octubre del 2000 als Estats Units per la cadena CBS. Va ser creada per Anthony E. Zuiker i està produïda per Jerry Bruckheimer.
La sèrie se centra al voltant d'un grup de científics forenses que treballen a Las Vegas (Nevada), investigant els crims que hi succeeixen. L'original fórmula de la sèrie i el seu èxit van suscitar dues sèries derivades, CSI: Miami (2002) i CSI: NY (2004), al voltant dels equips de científics forenses d'aquestes ciutats, però a més influeix en diverses sèries posteriors relacionades amb la investigació criminal, com Bones o NCIS entre d'altres. CSI ha estat reconeguda com la sèrie dramàtica més popular a nivell internacional pel Festival de Televisió de Montecarlo, que l'ha premiat amb el "International Television Audience Award" (Millor Sèrie de Drama Televisiva) en tres ocasions. S'estimà l'audiència mundial de CSI en més de 73,8 milions d'espectadors el 2009.
L'onzena temporada de CSI va ser confirmada el 19 de maig de 2010, com també, que seria l'última on hi apareixeria Marg Helgenberger. Helgenberger, que interpretava Catherine Willows i que va formar part de la sèrie des del seu inici ("Pilot"), només ha participat en els primers 19 episodis. L'onzena temporada de CSI sortí en la pantalla petita el 23 de setembre del 2010 amb l'episodi "Shock Waves".

## Argument
CSI: Crime Scene Investigation és una sèrie televisiva dramàtica sobre un apassionat equip d'investigadors forenses entrenats per resoldre crims a la manera antiga: examinant les proves. Els criminalistes recorren l'escena del crim, recullen proves irrefutables i busquen les peces perdudes que han de resoldre el misteri. La sèrie barreja arguments de novel·la i cinema negre amb la investigació científica necessària per trobar proves que il·luminin crims foscos, a més de sumar històries d'interès ètic entre els investigadors i les víctimes.
La sèrie troba el seu atractiu en l'alternança entre ciència pura i història dramàtica, però s'aprofita també d'unes excel·lents interpretacions, uns guions de gran qualitat i profunditat, d'uns efectes especials innovadors i d'una direcció poc rutinària. La història dels personatges es va desenvolupant lentament al llarg dels episodis, contradient la narració fulminant i centrada en l'acció de la tradició cinematogràfica estatunidenca. La vida privada del grup de policies, científics i civils implicats es veu esquitxada amb ocasionals tocs costumistes i humorístics.
L'equip CSI ha anat variant fins a cert punt durant el transcurs del programa, però inclou o ha inclòs, com a personatges principals, el Raymond Langston, un metge especialista en patologies forenses, Gil Grissom, supervisor del torn de nit fins que es jubila (decideix dedicar-se a altres coses), Catherine Willows, investigadora i científica primer i després supervisora del torn de nit, el seu assistent Nick Stokes, el supervisor de torn de nit D.B. Russel i la Julie Finlay com a supervisora adjunta, els investigadors i científics Warrick Brown, Sara Sidle i Greg Sanders, el doctor Al Robbins, forense en cap, David Phillips, forense adjunt, David Hodges, científic especialista en rastres, Wendy Simms, científica experta en ADN, Mandy Webster, científica i tècnica d'impremtes digitals, Henry Andrews, científic tècnic de laboratori i toxicòleg, i el Capità d'Homicidis del cos policial de Las Vegas, Jim Brass. Per més sobre els personatges, vegeu més avall sota la secció específica.

## Producció

### Descripció
CSI: Crime Scene Investigation és una sèrie produïda per Jerry Bruckheimer Television i CBS Productions, que es va passar a dir CBS Paramount Television a finals del 2006. La sèrie actualment s'emet els dijous a les 21 hores al canal CBS als Estats Units. En aquest país, ha estat durament criticada per la policia i fiscals públics, que creuen que CSI proporciona una imatge inexacta de com la policia soluciona els crims. L'organització no governamental estatsunidenca "Consell de Televisió de Pares" (Parents Television Council) ha criticat el nivell gratuït de violència gràfica i imatges de contingut sexual mostrats en el programa. Malgrat això, CSI es va convertir en l'espectacle més vist a la televisió estatunidenca el 2002. L'èxit de la sèrie va animar CBS a crear una franquícia, partint el maig del 2002 amb l'spin-off o sèrie derivada de CSI: Miami, seguida el 2004 de CSI: NY.

### Concepció i desenvolupament
Durant els anys 90, Anthony E. Zuiker, un nadiu de Las Vegas, va captar l'atenció del productor Jerry Bruckheimer després d'escriure el seu primer guió per una pel·lícula. Bruckheimer volia una idea per una sèrie de televisió. Zuiker no la tenia, però la seva esposa li va comentar sobre un programa del Canal Discovery que mostrava tècniques forenses i l'ús de l'ADN com a prova per resoldre casos (The New Detectives: Case Studies in Forensic Science). Zuiker va començar a passar temps amb investigadors del Cos Policial de la ciutat de Las Vegas. Així va ser com, a poc a poc es va anar convencent que era un bon concepte per a una sèrie. Bruckheimer va estar d'acord i es va posar en contacte amb la direcció de la Touchstone Pictures. Als directius d'aquest temps els va agradar el format i el van presentar a cadenes com ABC, NBC i Fox, però els seus executius van decidir passar. El "cap de desenvolupament de drama" (Head of Drama Development) de la CBS va veure que el guió tenia potencial, i la cadena li va donar l'oportunitat a William Petersen (que ja tenia contracte amb ella) per a realitzar el pilot. Als executius de la xarxa els va agradar tant que van decidir incloure'l immediatament en la seva programació l'any 2000, els divendres després de la nova sèrie El fugitiu (The Fugitive, remake o nova versió de l'antiga sèrie dels anys 60). Al principi, es creia que CSI trauria profit de la programació just després d'El fugitiu, que s'esperava que seria un gran èxit, però ja a finals d'any, CSI va sorprendre per haver atret una audiència molt més gran, convertint-se en una revelació.

### Llocs de rodatge
CSI va ser inicialment rodada a Rye Canyon, un parc empresarial o campus corporatiu construït pel grup Lockheed Martin situat en l'àrea de Valencia, Santa Clarita, a Califòrnia, on es graven també altres programes, com ara The Unit i Mighty Morphin Power Rangers. Després de l'onzè episodi, la filmació va canviar als "Estudis Santa Clarita". Després de cinc temporades, es va optar pels estudis de Universal (Universal Studios) a Universal City (Califòrnia), i només les imatges dels carrers són gravades a Las Vegas (Nevada). De tant en tant, quan l'argument ho requereix, l'elenc es muda cap a Las Vegas per fer un rodatge. Tant Santa Clarita com Universal City van ser escollits per la seva semblança amb els voltants de Las Vegas. Mentre que les escenes són filmades principalment a Universal Studios, l'entorn de Santa Clarita s'ha mostrat tan versàtil que CSI encara roda algunes de les seves escenes exteriors allà. Altres llocs on s'ha rodat a Califòrnia inclouen l'institut de batxillerat Verdugo Hills High School, l'edifici Royce Hall a UCLA, l'Ajuntament de Pasadena i la Universitat Estatal de Califòrnia.

### Estil
El programa CSI es pot comparar favorablement amb programes com ara Quincy i The X-Files. L'ús d'enginys curiosos i de tecnologia encara no inventada fan que la sèrie entri al gènere de la ciència-ficció, el que li va valer un Permi Saturn (Saturn Award) per la millor sèrie de televisió de la xarxa el 2003. La sèrie també a vegades traspassa la barrera de la fantasia, com ara a un episodi del 2006 anomenat "Toe Tags", on la història s'explica des del punt de vista de diversos cadàvers al laboratori, que discuteixen sobre les seves respectives morts entre ells. La sèrie és coneguda pels seus inusuals angles de càmeres, tècniques d'edició sorprenents, enginys d'alta tecnologia, discussió tècnica detallada, i representació gràfica de les trajectòries de bales, patrons de ruixat de sang, lesions d'òrgans i mètodes de recuperació de proves, així com la reconstrucció de l'escena del crim. Molts episodis dediquen llargues escenes a descriure en detall els experiments, proves o treballs tècnics, en general amb un mínim d'efectes sonors però acompanyats de música, sovint "canyera", que recorda la tècnica de la sèrie Missió Impossible. Sovint, la il·luminació, la composició i la posada en escena dels elements estan fortament influenciats pel cinema experimental.

### Música
A la primera temporada, es feia servir una cançó instrumental en la introducció del programa, però després va ser substituïda pel tema actual, que és Who Are You, escrita per Pete Townshend, integrant de "The Who", per l'àlbum homònim del 1978. Els spin-offs o les sèries derivades també fan servir cançons del grup The Who: Won't Get Fool Again a CSI: Miami i Baba O'Riley a CSI: NY, ambdues gravades per "The Who" el 1971 pel seu àlbum Who's Next. La sèrie va ser parodiada a l'episodi 17, temporada 5, de la sèrie Two And A Half Men, on usen el tema Squeeze Box, del mateix grup musical. El vocalista de The Who, Roger Daltrey, va fer una aparició especial a la temporada set de CSI, en l'episodi anomenat "Living Legend", on es van fer nombroses referències musicals al grup, com les paraules "Who's Next" en una pissarra, en la seqüència d'obertura de l'episodi.
Al llarg de la sèrie, la música hi té un lloc important; grups i artistes com ara The Wallflowers, John Mayer i Akon (amb Obie Trice) han aparegut en pantalla als episodis The Accused Is Entitled, Built to Kill, Part 1 i Poppin' Tags, respectivament. El tema de The Wallflowers, "Everybody out of the Water", es pot trobar al CD de la banda sonora del CSI. Mogwai se sent sovint en escenes que mostren les proves forenses en curs (vegeu "estil", més amunt) com també Radiohead i Cocteau Twins. Molts d'altres artistes han prestat la seva música a CSI, com ara Rammstein o Linkin Park - sovint present a diferents escenes on apareix Lady Heather. Sigur Rós es pot escoltar com a fons a la Temporada 2, a l'episodi "Slaves of Las Vegas", The Turtles a "Grave Danger", Marilyn Manson a "Suckers" i el grup suec El Perro del Mar a "Coup de Grace". El grup de rock industrial Nine Inch Nails també s'ha destacat en múltiples ocasions a les tres sèries. Una versió de Michael Andrews amb vocals de Gary Jules del tema Mad World, de Tears for Fears es va usar a l'episodi pilot i a tres diferents episodis de la sisena temporada ("Room Service", "Killer", i "Way to Go"). A la temporada 9, a l'episodi "For Warrick", el tema Stoopit, de The Martin Brothers, s'escolta al club quan Grissom descobreix el cos de Warrick. L'episodi 10 de la 8a temporada comença el tema Sweet Jane, de The Velvet Underground, i acaba amb una versió de la mateixa cançó per Cowboy Junkies.

## Personatges
El repartiment va variant durant el transcurs de la sèrie, però els personatges principals són els següents:
| Personatge                  | Actor              | Paper                                                                             | Temporades en elenc principal             | Temporades com a personatge "de visita" o invitat |
| --------------------------- | ------------------ | --------------------------------------------------------------------------------- | ----------------------------------------- | ------------------------------------------------- |
| Dr. Raymond Langston, "Ray" | Laurence Fishburne | CSI Nivell 2, investigador i metge                                                | 9, 10, 11                                 | 9                                                 |
| Catherine Willows           | Marg Helgenberger  | CSI Nivell 3, investigadora i científica, després supervisora del torn de nit     | 1, 2, 3, 4, 5, 6, 7, 8, 9, 10, 11, 12     |                                                   |
| Dr. Gil Grissom             | William Petersen   | CSI Nivell 3, supervisor del torn de nit, científic i entomòleg                   | 1, 2, 3, 4, 5, 6, 7, 8, 9                 |                                                   |
| Sara Sidle                  | Jorja Fox          | CSI Nivell 3, investigadora i científica                                          | 1, 2, 3, 4, 5, 6, 7, 8; 11, 12, 13        | 9, 10,11                                          |
| Warrick Brown               | Gary Dourdan       | CSI Nivell 3, investigador i científic                                            | 1, 2, 3, 4, 5, 6, 7, 8, 9                 |                                                   |
| Nick Stokes                 | George Eads        | CSI Nivell 3, investigador i científic, després supervisor adjunt del torn de nit | 1, 2, 3, 4, 5, 6, 7, 8, 9, 10, 11, 12, 13 |                                                   |
| Greg Sanders                | Eric Szmanda       | CSI Nivell 3, investigador i científic                                            | 3, 4, 5, 6, 7, 8, 9, 10, 11, 12, 13       | 1, 2                                              |
| David Hodges, "Hodges"      | Wallace Langham    | Científic tècnic de laboratori, tècnic de rastres                                 | 8, 9, 10, 11, 12, 13                      | 3, 4, 5, 6, 7                                     |
| Wendy Simms                 | Liz Vassey         | Científica tècnica de laboratori, especialista en ADN                             | 10                                        | 6, 7, 8, 9, 11                                    |
| Dr. Al Robbins              | Robert David Hall  | Metge forense en cap                                                              | 1, 2, 3, 4, 5, 6, 7, 8, 9, 10, 11, 12, 13 |                                                   |
| David Phillips              | David Berman       | Metge forense adjunt                                                              | 10, 11                                    | 1, 2, 3, 4, 5, 6, 7, 8, 9, 12, 13                 |
| Capità Jim Brass            | Paul Guilfoyle     | Detectiu d'homicidis, Cos Policial de Las Vegas (LVPD)                            | 1, 2, 3, 4, 5, 6, 7, 8, 9, 10, 11, 12, 13 |                                                   |
| D.B. Russel                 | Ted Danson         | Supervisor del torn de nit                                                        | 12, 13                                    |                                                   |
| Julie Finlay, "Finn"        | Elisabeth Shue     | Supervisora adjunta del torn de nit                                               | 12, 13                                    |                                                   |
| Riley Adams                 | Lauren Lee Smith   | CSI Nivell 2, investigadora i científica                                          | 9                                         |                                                   |
| Sofia Curtis                | Louise Lombard     | Detectiu d'homicidis, Cos Policial de Las Vegas (LVPD)                            | 7                                         | 5, 6, 8, 12                                       |
| Mandy Webster               | Sheeri Rappaport   | Científica tècnica de laboratori, especialista en impremtes digitals              | 1, 2, 6, 7, 8, 9, 10, 11, 12              |                                                   |
| Henry Andrews               | Jon Wellner        | Científic tècnic de laboratori i toxicòleg                                        | 5, 6, 7, 8, 9, 10, 11, 12, 13             |                                                   |
| Archie Johnson              | Archie Kao         | Tècnic de laboratori, analista d'àudio i vídeo                                    | 2, 3, 4, 5, 6, 7, 8, 9, 10, 11, 12        |                                                   |
| Morgan Brodie               | Elisabeth Harnois  | CSI Nivell 2, investigadora i científica                                          | 11, 12, 13                                |                                                   |